# Guillem (Abat de Sant Quirze, 1390-1400)
Guillem Agraz fou abat de Sant Quirze de Colera almenys entre 1390 i 1400. Poques són les dades que es tenen d'aquest abat, se sap que el bisbe de Girona l'autoritzava a visitar les esglésies parroquials de Sant Miquel de Colera, de Sant Cebrià de Mollet i de Rabós per tal d'obligar els feligresos a reparar-la (ADG, V89, foli 22v). També sembla que el rei Joan I i la reina Violant de Bar van pensar en ell com a abat de Sant Pere de Rodes el 1392, quan aquest càrrec estava vacant, per bé que després van triar altres candidats.